# (29856) 1999 FA28
A (29856) 1999 FA28 a Naprendszer kisbolygóövében található aszteroida. A LINEAR projekt keretében fedezték fel 1999. március 19-én.